# Belarus 24
Belarus 24 (en biélorusse : Беларусь 24) est une chaîne de télévision publique biélorusse. 
Elle appartient à la Compagnie de Télévision et de Radio Biélorusse (en biélorusse : Нацыянальная Дзяржаўная Тэлерадыёкампанія Рэспублікі Беларусь ), un organisme d'état qui détient également trois autres chaînes de télévision (Belarus 1, Belarus 2 et NTV Belarus). 
Belarus TV est membre de l'UER.

## Historique de la chaîne
Cette chaîne généraliste est née le 1er février 2005, afin de permettre aux Biélorusses de l'étranger de suivre l'actualité et les programmes de la télévision d'État. Belarus TV reprend donc l'essentiel de la programmation des principales chaînes du réseau hertzien : bulletins d'information, séries, films, variétés, dessins animés, documentaires et émissions politiques. 
Le 1er janvier 2013, Belarus TV est rebaptisée Belarus 24.

### Identité visuelle (logo)

Logo de Belarus TV du 15 décembre 2008 au 31 décembre 2012
Logo de Belarus TV depuis le 1er janvier 2013

## Programmes
Chaque matin, la programmation débute avec la reprise en direct de l'émission matinale Доброе утро, Беларусь ! (Bonjour, Belarus !) diffusée simultanément sur la première chaîne nationale. Les émissions de reportages Репортер (Reporter) ou Панорама (Panorama) sont également reprises dans la grille de programme. Les journaux télévisés nationaux (Новости) sont suivis d'éditions locales (Новости региона). 
Les programmes sont diffusés quotidiennement de 5 heures 45 du matin à 3 heures du matin (heure de Minsk), avant qu'une mire ne prenne le relais. La chaîne émet dans les deux principales langues du pays, à savoir le biélorusse et le russe. 

## Diffusion
Elle est reprise sur différents satellites couvrant l'ancienne URSS, l'Europe occidentale et orientale.